# Snowshoe Lake, Frontenac County
Snowshoe Lake är en sjö i Kanada.   Den ligger i countyt Frontenac County och provinsen Ontario, i den sydöstra delen av landet, 100 km väster om huvudstaden Ottawa. Snowshoe Lake ligger 362 meter över havet.
I omgivningarna runt Snowshoe Lake växer i huvudsak blandskog. Trakten runt Snowshoe Lake är nära nog obefolkad, med mindre än två invånare per kvadratkilometer.